# 여름의 조각 (Coming Century의 노래)
〈여름의 조각〉(夏のかけら 나츠노카케라[*])는 1998년 5월 27일 발매한 Coming Century의 첫 번째 싱글이다.

## 해설
- Coming Century의 첫 번째 싱글. 2025년 현재로써는, Coming Century 명의로서는 유일한 싱글이다.

## 수록곡
1. 夏のかけら / 여름의 조각
  - 작사: 타니츠키 히로코 / 작곡: 아사다 초쿠 / 편곡: 코니시 타카오

칼피스 워터의 CM 송으로 온에어 되고 있었다.
2. 夏のかけら（カラオケ） / 여름의 조각 (카라오케)